# Fokker F100
Il Fokker F100 è un aereo di linea regionale  biturbina ad ala bassa prodotto dall'azienda olandese Fokker.

## Storia del progetto
Il Fokker 100 venne annunciato dalla Fokker nel 1983 come sostituto del vecchio Fokker F28. La differenza principale tra i due velivoli era la fusoliera più lunga, con un relativo aumento dei posti a sedere. La Fokker disegnò anche un nuovo progetto per le ali, ed il cockpit venne modernizzato. Vennero costruiti due prototipi: il primo, registrato PH-MKH, volò per la prima volta il 30 novembre 1986, ed il secondo, registrato PH-MKC, volò il 25 febbraio 1987. La prima consegna venne effettuata alla Swissair nel febbraio 1988. La American Airlines (75 ordini), la TAM (50 ordini) e la US Air (40 ordini) furono i maggiori utilizzatori del Fokker 100.
I bassi costi operazionali e l'assenza di competizione nella classe 100 posti a corto raggio contribuirono al successo di questo aereo alla fine degli anni ottanta. La nascita di nuove versioni del Boeing 737, dell'A319 e dell'A318 della Airbus fecero sì che le vendite del Fokker F100 diminuirono. 
Nel 1991 la Fokker aveva prodotto 70 esemplari e gli ordini ammontavano ad un totale di 230. Una nuova versione venne introdotta nel 1993, dotata di serbatoi carburante aggiuntivi nelle ali. Nonostante il successo del Fokker 100, la Fokker continuò ad essere in perdita nei bilanci di fine anno. Nel 1996, la Fokker dichiarò bancarotta. Un'azienda di Amsterdam, la Rekkof Restart, si propose di rilanciare sul mercato i Fokker 70 ed i Fokker 100, ma nulla venne realizzato.
La produzione terminò del tutto nel 1997 con 283 esemplari costruiti.
All'agosto 2009 erano ancora 229 gli esemplari che risultavano operativi nelle varie compagnie aeree mondiali, mentre dieci anni dopo, a giugno 2019, si erano ridotti a 125.

## Impiego operativo

### Incidenti
- Il 31 ottobre 1996 il volo TAM 402, un Fokker F100 dell'omonima compagnia aerea, si schiantò in una zona residenziale poco dopo il decollo dall'Aeroporto di San Paolo-Congonhas. Morirono 95 persone a bordo ed altre 4 a terra.
- Il 27 dicembre 2019 in Kazakistan è precipitato al decollo dall'aeroporto di Almaty un Fokker 100 operante come volo Bek Air 2100M l'incidente ha causato 12 vittime.[2]

## Utilizzatori
Al maggio 2023, dei 283 esemplari prodotti, 85 sono operativi. Il Fokker F100 non è più in produzione, tutti i velivoli ordinati sono stati consegnati.

### Civili
Gli utilizzatori sono:
- Alliance Airlines (25 esemplari)
- QantasLink (18 esemplari)
- Air Niugini (7 esemplari)
- Virgin Australia Regional Airlines (7 esemplari)
- Iran Aseman Airlines (5 esemplari)
- Karun Airlines (5 esemplari)
- Qeshm Air (4 esemplari)
- Iran Air (3 esemplari)
- Carpatair (2 esemplari)
- Kish Air (2 esemplari)
- Skippers Aviation (2 esemplari)
- Salaam Air Express (1 esemplare)
- Skyward Express (1 esemplare)

### Governativi e militari
Gli utilizzatori sono:
- Slovak Government Flight Service (2 esemplari)[5]
- Centre d'Essais en Vol (1 esemplare)